# Oxögat (Ljusdals socken, Hälsingland, 687844-151556)
Oxögat är en sjö i Ljusdals kommun i Hälsingland och ingår i Ljusnans huvudavrinningsområde.